# James Graham Ballard
James Graham Ballard (bekannt unter dem Schriftstellernamen J. G. Ballard; * 15. November 1930 in Shanghai; † 19. April 2009 in Shepperton) war ein britischer Schriftsteller. Sein Werk zeichnet sich durch eine große Bandbreite in der Auswahl der Genres Science-Fiction, zeitgenössischer Roman und experimentelle Literatur aus.

## Leben
Ballards Vater, ein Chemiker, leitete in Shanghai die Niederlassung einer britischen Textilfirma. James Ballard wuchs in der dortigen internationalen Siedlung auf. Nach dem Angriff auf Pearl Harbor besetzte Japan die Siedlung und begann im Frühjahr 1943, alliierte Zivilisten zu internieren. Mehr als zwei Jahre lang, bis zum Ende des Zweiten Weltkriegs, wurde Ballards Familie im japanischen Zivilgefangenenlager Longhua in Shanghai festgehalten. 1946 kehrten seine Mutter und seine Schwester mit ihm nach England zurück, ließen ihn jedoch dort in der Obhut der Großeltern und gingen wieder nach China zu Ballards Vater. Ballard begann am King’s College 1949 ein Medizinstudium, um Psychiater zu werden. 1951 erschien seine Erzählung The Violent Moon in einer Studentenzeitschrift. Er wechselte zu englischer Literatur am Queen Mary and Westfield College und verließ die Universität ohne Abschluss. Danach arbeitete er als Werbetexter und Verkäufer von Enzyklopädien, ehe er 1953 zur Royal Air Force ging, um sich den Traum vom Fliegen zu erfüllen. Das Militär schickte Ballard nach Moose Jaw, Kanada in einen Ausbildungsstützpunkt der RCAF. Flugzeuge und das Fliegen sollten fortan ein immer wiederkehrendes Motiv in seinen Texten sein. In Kanada kam er auch mit der US-amerikanischen Science-Fiction in Berührung.
Nach seiner Rückkehr heiratete er und zog 1955 mit seiner Frau Mary nach Chiswick. 1960 ließ sich das Ehepaar in der Londoner Vorstadt Shepperton nieder, was ihm später den Beinamen „Prophet von Shepperton“ eintrug. Ballard arbeitete als Redakteur bei einer wissenschaftlichen Zeitschrift und schrieb nebenher. 1956 wurde seine erste Science-Fiction-Story Prima Belladonna in der Zeitschrift New Worlds veröffentlicht. Der Herausgeber des Magazins, Edward J. Carnell, wurde in den Folgejahren ein Förderer von Ballard und druckte fast alle seine Texte. Während eines zweiwöchigen Urlaubs schrieb Ballard seinen ersten Roman The Wind from Nowhere. In dem Buch geht es um unerklärliche starke Stürme, die die menschliche Zivilisation zerstören, und die Art und Weise, wie die Menschen sich angesichts einer solchen Katastrophe verhalten; beides, die globale Katastrophe und ihre Auswirkungen auf die menschliche Psyche, waren Konstanten in Ballards Werk der 1960er Jahre. Der Erfolg von The Drowned World (1963) ermöglichte es ihm, als freischaffender Autor zu leben.
Ballards Frau starb 1964 während eines gemeinsamen Urlaubs in Spanien an Lungenentzündung, und Ballard zog seine drei Kinder alleine auf. Zu seinen Freunden und literarischen Weggefährten zählte unter anderem der Fantasyschriftsteller und Musiker Michael Moorcock. Seit 1969 war er mit der Journalistin und Herausgeberin Claire Walsh liiert, sie lebten aber erst in den letzten Monaten vor seinem Tod zusammen. Walsh gilt als das Vorbild der Figur der Catherine in Crash. Mit Miracles of Life legte er 2008 seine Autobiographie vor, nachdem er sein Leben bereits – teils stark fiktionalisiert – in Empire of the Sun und The Kindness of Women literarisch aufgearbeitet hatte.
2006 wurde bei Ballard Prostatakrebs diagnostiziert, der drei Jahre später zu seinem Tod führte.

## Themen
Viele seiner Romane und Erzählungen entwerfen Dystopien und Weltuntergangsszenarien, in denen Ballard den Zerfall der sozialen Strukturen und Bindungen angesichts des Untergangs beschreibt. Dabei betrachtet er unter anderem den Konflikt zwischen den Möglichkeiten einer radikalen Individualität und der Restloyalität gegenüber den verbleibenden gesellschaftlichen Normen.
Der aus seinen ersten vier Romanen bestehende Katastrophenzyklus, entstanden in den 1960er Jahren, hat die Zerstörung unserer bekannten Welt und den Untergang der Zivilisation zum Thema. In The Wind From Nowhere fegt ein stetig anschwellender Sturm die Erdoberfläche kahl. Leben ist nur noch in einem gigantischen, von einem reichen Unternehmer erbauten Betonbunker möglich. In The Drowned World lassen erhöhte Temperaturen den Meeresspiegel ansteigen und verwandeln die gesamte Umwelt in eine urweltliche Dschungellandschaft, in der neue Lebensformen entstehen. In The Burning World verhindern chemische Rückstände die Verdunstung des Meerwassers und lösen eine weltweite, verheerende Dürre aus, die Landschaften und Menschen in dramatischer Weise verändert. In Crystal World befällt eine durch ein verschobenes Zeitgefüge ausgelöste Krankheit Menschen, Tiere und Vegetation und verwandelt sie in kristalline Strukturen. Das zuerst in einer Region Westafrikas auftretende Phänomen breitet sich zusehends aus. Das Thema der transformierten Zeit aus Crystal World griff Ballard später erneut in längeren Erzählungen wie Memories of the Space Age auf.
In den 1970er Jahren suchte Ballard die Katastrophe in lokal begrenzten, urbanen Szenarien: Crash schildert die erotische Anziehungskraft tödlicher Autounfälle, und Concrete Island behandelt einen Mann, der auf einer von Autobahnen umgebenen Verkehrsinsel festsitzt. Seine letzten Romane variierten das Thema der übersättigten Konsumgesellschaft, die in individuellen oder kollektiven Gewaltakten versucht, ihrer Starre zu entfliehen.
Ballards Werke teilen sich auf in traditionell-erzählerische, mit einer dichten, bildhaften Sprache arbeitende Werke und in experimentelle, die sich z. B. Collage-Techniken bedienen. Seine wiederkehrenden Bilder und Motive wie karge, menschenleere Landschaften oder die psychologischen Auswirkungen von technologischen, sozialen und ökologischen Umwälzungen prägten das Adjektiv „ballardian“. Als Einflüsse auf sein Schreiben nannte Ballard selbst den Surrealismus und die Psychoanalyse.
Insbesondere mit seinen Kurzgeschichten gilt Ballard als ein wichtiger Vertreter der Slipstream-Literatur in der Science-Fiction.

## Auszeichnungen
- 1970: Seiun-Preis (fremdsprachiger Roman) für The Crystal World
- 1979: Locus Award für The Best Short Stories of J.G. Ballard in der Kategorie „Single Author Collection“
- 1980: British Science Fiction Association Award (novel) für The Unlimited Dream Company
- 1982: Prix de la SF de Metz für Salut l’Amérique ! (Hello America)
- 1986: Interzone Readers Poll (fiction) für The Object of the Attack
- 1991: Readercon Small Press Award (reprint) für The Atrocity Exhibition
- 2009: Premio Ignotus (fremdsprachige Kurzgeschichte) für El índice (The Index)
- 2009: Premio Literario Xatafi-Cyberdark (fremdsprachige Kurzgeschichte) für El índice (The Index)

## Adaptionen

### Film
- 1965: Thirteen to Centaurus (BBC-Fernsehfilm innerhalb der Serie Out of the Unknown) – Regie: Peter Potter
- 1969: Als Dinosaurier die Erde beherrschten (When Dinosaur Ruled the Earth) – Regie und Drehbuch: Val Guest[7]
- 1970: Crash! (BBC-Fernsehfilm) – experimenteller Kurzspielfilm, mit dramatisierten Auszügen aus Ballards The Atrocity Exhibition – Regie: Harley Cokeliss
- 1987: Das Reich der Sonne – Regie: Steven Spielberg
- 1996: Crash – Regie: David Cronenberg
- 1998: The Atrocity Exhibition – Regie: Jonathan Weiss
- 2002: Aparelho Voador a Baixa Altitude (nach der Kurzgeschichte Low-Flying Aircraft) – Regie: Solveig Nordlund
- 2003: Home (BBC-Fernsehfilm nach der Kurzgeschichte The Enormous Space) – Regie: Richard Curson Smith
- 2015: High-Rise – Regie: Ben Wheatley

### Hörspiel
- Karneval der Alligatoren. Bearbeitung/Regie: Oliver Sturm, Sprecher: Rolf Becker, Christian Redl, Katja Brügger, Ulrich Gebauer, Jürgen Thormann, Stephan Schad, Martin Engler, Samuel Weiss, Hans-Peter Hallwachs, u. a., 78 min., NDR 2008.
- Running Wild. Bearbeitung/Regie: Christian Wittmann und zeitblom, Sprecher: Bernhard Schütz, Karl Kranzkowski, Jenny Weichert, Konstantin Bühler, Hans Jochen Wagner, u. a., 49 min., WDR 2011.

### Musik
Auch Popmusiker ließen sich von Ballard inspirieren, so etwa die Band Ultravox, Ian Curtis von Joy Division, Genesis P-Orridge von Throbbing Gristle, The Normal, Sol Invictus, Exodus (The Atrocity Exhibition – Exhibit A), Moritz Eggert und Michael Obst. Seine 1960 veröffentlichte Erzählung The Sound-Sweep (Der Klangsauger) inspirierte 1979 The Buggles zu ihrem Hit Video Killed the Radio Star. Die Experimental-Rock-Band The Sound of Animals Fighting ließ sich ebenso von Ballard inspirieren wie „The Comsat Angels“, die sich nach einer seiner Kurzgeschichten benannten. Weitere Referenzen wurden bei The Klaxons, Radiohead, Hawkwind, Suede und den Manic Street Preachers gefunden.